# Hạc Cương
Hạc Cương (鹤岗市) là một địa cấp thị tỉnh Hắc Long Giang, Cộng hòa Nhân dân Trung Hoa. Địa cấp thị này nằm trong một khu vực khai thác mỏ than đá. Dân số: 754.000 người.

## Các đơn vị hành chính
Địa cấp thị Hạc Cương quản lý các đơn vị cấp huyện sau:

### Các quận nội thành
Các quận sau:
- Hưng Sơn (兴山区)
- Công Nông (工农区)
- Nam Sơn (南山区)
- Hưng An (兴安区)
- Hướng Dương (向阳区)
- Đông Sơn (东山区)

### Các huyện
- La Bắc (萝北县)
- Tuy Tân (绥滨县)